# Galium azuayicum
Galium azuayicum là một loài thực vật thuộc họ Rubiaceae. Đây là loài đặc hữu của Ecuador.